# Peter Schiefke
Peter Schiefke (né le 13 avril 1979), est un environnementaliste, expert en développement durable et homme politique canadien. Il est depuis octobre 2015 député libéral de la circonscription de Vaudreuil—Soulanges à la Chambre des communes du Canada. Depuis décembre 2019 il est secrétaire parlementaire du ministre de l'Environnement et du Changement climatique.

## Biographie
Peter Schiefke a grandi à Hudson au Québec. Il détient un baccalauréat en arts en sciences politiques de l'université Concordia ainsi qu'une maîtrise en sciences des ressources renouvelables de l'université McGill. Il a fait partie du groupe pop québécois INMOTION à partir de septembre 2000,. Ce groupe a connu un certain succès au début des années 2000 et a participé à l'émission La Fureur à la Télévision de Radio-Canada.
Alors qu'il était étudiant à Concordia en 2002, Peter Schiefke a lancé le projet Nous n'oublierons jamais (We Will Always Remember), visant à sensibiliser les jeunes aux sacrifices consentis par les soldats canadiens partout dans le monde, pour lequel il a reçu la Mention élogieuse du ministre des Anciens Combattants en 2003. Il a également fondé en 2006, en compagnie de Awel Uwihanganye, le Concordia Volunteer Abroad Program (CVAP), maintenant nommé Community, Empowerment, Education, Development (CEED). Cet organisme organise des projets de coopération et de développement dans la région de Gulu en Ouganda.
Peter Schiefke a aussi co-fondé en 2006 avec Mohamed Shuriye le mouvement Youth Action Montreal visant à promouvoir l'engagement des étudiants des collèges et universités montréalais dans le développement durable et la protection de l'environnement. Cet organisme a organisé en 2007 la conférence « Less Talk, More Action: A Youth Summit on Climate Change », à laquelle ont participé Al Gore et David Suzuki et qui a réuni des milliers de personnes au Palais des congrès de Montréal. En 2009 il a été nommé directeur national de la fondation Réalité climatique Canada (The Climate Reality Project Canada), puis après son mandat a été membre du conseil d'administration.

### Carrière politique
Peter Schiefke s'est lancé dans la course à l'investiture du Parti libéral du Canada dans Vaudreuil—Soulanges en juillet 2014, en vue des élections prévues l'année suivante. Le 24 février 2015, il est choisi candidat au deuxième tour de scrutin lors d'une assemblée d'investiture où il était opposé à deux autres candidats. Le 19 octobre suivant, il a été élu avec 46,6% des voix, battant le député du Nouveau Parti démocratique en poste, Jamie Nicholls.
En décembre 2015 il est nommé secrétaire parlementaire du Premier ministre en matière de jeunesse. En août, il ajoute à cette fonction celle de secrétaire parlementaire du ministre de la Sécurité frontalière et de la Réduction du crime organisé, Bill Blair.
Il est de nouveau candidat aux élections de 2019, et est réélu. Il est par la suite nommé secrétaire parlementaire du ministre de l'Environnement et du Changement climatique, Jonathan Wilkinson, en décembre 2019.